# Катковски лицей
Московският императорски лицей в памет на царевич Николай (неофициално: Катковский лицей) е бил закрито (т.е. с пансион) привилегировано средно и висше училище за деца от дворянски семейства, съществувало от 1868 до 1917 г. Лицеят е наименуван в чест на царевич Николай - рано починалия най-голям син на император Александър II.
За създаването на лицея лични средства влагат публицистът Михаил Никифорович Катков и неговият най-близък приятел и помощник професор Павел Леонтиев. Желанието им е било да създадат образцово класическо учебно заведение. Суми предоставят и други московски предприемачи, а впоследствие и държавата отпуска субсидии. През 1872 г. лицеят официално става държавен.
Състои се от 8 гимназиални и 3 университетски класа с профили: юридически, филологически и физико-математически. Застъпено е по-широко изучаване на древни езици. Сред основните задачи е подготовката на учители за гимназиите, впоследствие е оформен и висш 4-годишен курс за юристи.
Авторитетен преподавател по математика е бил българинът Константин Станишев, който след смъртта на Катков през 1887 г. става директор на лицея.
След Февруарската революция от 1917 г. Катковският лицей е преобразуван в открито висше юридическо училище. В него се настанява Народният комисариат по просветата на РСФСР през 1918 г. По-късно сградата е основният корпус на Московския държавен институт по международни отношения, а днес в нея се помещава Дипломатическата академия на руското външно министерство.